# Aloud van Ierseke
Aloud van Ierseke (overl, Dordrecht 22 augustus 1299) was heer van Yerseke en baljuw van Zuid-Holland (1298).
Van Ierseke komt voor het eerst voor in geschriften in het jaar 1290 voor. Daarin zweert hij met andere Zeeuwse edelen trouw aan de graaf van Vlaanderen. Echter in het jaar erna zweert hij weer trouw aan Floris V van Holland omdat er meer privéleges voor de edelen beschikbaar zijn. 
Na de dood van Floris V van Holland verschijnt hij meer aan de zijde van Wolfert I van Borselen; deze benoemt hem in 1298 tot baljuw van Zuid-Holland. Hij is betrokken bij het Beleg van IJsselstein (1297-98), waar hij uiteindelijk scherprechter is bij het vonnis van de veroordeelde bezetting, die moeten dobbelen voor hun levens. In 1299 krijgt hij de opdracht tot het beleg van Dordrecht nadat een geschil met het stadsbestuur niet opgelost raakt. Hij neemt tijdens het beleg het kasteel Crayestein in, maar eind augustus wordt hij door de Dordtse stadspoorters gevangengenomen, en met zijn twee broers, waarvan er een geestelijke was, zijn schildknaap en zijn scherprechter bij aankomst in de stad doodgeslagen. 